# Atlantarctia
Atlantarctia é um gênero de traça pertencente à família Arctiidae.